# Zoltán Kuhárszky
Zoltán Kuhárszky, né le 8 juillet 1959 à Budapest, est ancien joueur de tennis hongrois. Il a pris la nationalité suisse en 1984.

## Palmarès

### Finale en simple messieurs
| No | Date       | Nom et lieu du tournoi                | Catégorie | Surface    | Vainqueur    | Score         |  |
| -- | ---------- | ------------------------------------- | --------- | ---------- | ------------ | ------------- |  |
| 1  | 08-02-1982 | Tournoi de tennis de Caracas, Caracas |           | Dur (ext.) | Raúl Ramírez | 4-6, 7-6, 6-3 |  |

### Titres en double messieurs
| No | Date       | Nom et lieu du tournoi                    | Catégorie | Dotation | Surface      | Partenaire       | Finalistes                   | Score    |  |
| -- | ---------- | ----------------------------------------- | --------- | -------- | ------------ | ---------------- | ---------------------------- | -------- |  |
| 1  | 01-02-1982 | La Serenísima Copa Argentina Buenos Aires |           | 75 000 $ | Terre (ext.) | Hans Kary        | Ángel Giménez Manuel Orantes | 7-5, 6-2 |  |
| 2  | 10-10-1983 | Tournoi de tennis de Tel Aviv Tel Aviv    |           | 75 000 $ | Dur (ext.)   | Colin Dowdeswell | Peter Elter Peter Feigl      | 6-4, 7-5 |  |

### Finales en double messieurs
| No | Date       | Nom et lieu du tournoi                        | Catégorie | Dotation  | Surface      | Vainqueurs                      | Partenaire       | Score    |  |
| -- | ---------- | --------------------------------------------- | --------- | --------- | ------------ | ------------------------------- | ---------------- | -------- |  |
| 1  | 25-04-1983 | Tournoi de tennis de Madrid Madrid            |           | 250 000 $ | Terre (ext.) | Heinz Günthardt Pavel Složil    | Markus Günthardt | 6-3, 6-3 |  |
| 2  | 06-06-1983 | Torneo Internazionale Citta di Venezia Venise |           | 75 000 $  | Terre (ext.) | Francisco González Víctor Pecci | Steve Krulevitz  | 6-1, 6-2 |  |
| 3  | 18-07-1983 | Head Cup Kitzbühel                            |           | 100 000 $ | Terre (ext.) | Wojtek Fibak Pavel Složil       | Colin Dowdeswell | 7-5, 6-2 |  |